# Carlo Iberti
Carlo Iberti (San Salvatore Monferrato, 20 novembre 1874 – Varallo, 27 novembre 1946) è stato uno scrittore italiano.
Ingegnere navale, fu studioso di tesori sepolti in fondo al mare e imprenditore di spedizioni per il recupero di navi e relitti. 

## Biografia

### Formazione e attività culturali
Figlio di Pietro e di Marianna Camurati, fu il secondo di sei figli, dei quali almeno tre, don Luigi, Carlo e Pasquale, scrissero saggi e libri di poesie. Sulle orme del fratello maggiore Luigi, studiò inizialmente come chierico presso i Salesiani di Torino, per cambiare poi il corso dei suoi studi su consiglio di Don Michele Rua.
Studiò a Milano e a Berlino e si laureò in ingegneria. 
Per molti anni ha insegnato in un ginnasio di Varallo Sesia dove scriveva articoli su un giornale locale Il Monte Rosa e partecipava alle attività del Circolo degli intellettuali.
Ebbe una vita di relazioni intessute con intellettuali e personaggi di rilievo del tempo. In particolare, fu molto amico dello studioso inglese Samuel Butler, alla morte del quale, nel 1902, scrisse un articolo-epitaffio sul giornale Il Monte Rosa.
Nell'epistolario del Prof. Pietro Calderini, dotto e appassionato naturalista fondatore dell'omonimo Museo, c'è una lettera datata 15 ottobre 1900, inviata dal sacerdote Don Luigi Iberti al Calderini, dove accenna al fatto che il fratello Carlo era docente presso la Scuola Berlitz di Glasgow e poi da novembre sarebbe stato professore straordinario di letteratura italiana presso l'Università di Edimburgo.
Nel 1903 scrisse un articolo per Contemporary Review riguardante l'invenzione di un italiano al quale alcuni giornali internazionali fecero riferimento.

### La passione per i tesori sepolti in fondo al mare
Dotato di uno spirito indipendente che anelava a nuove scoperte, dedicò gran parte delle sue risorse e del suo tempo alla passione che maggiormente lo interessava: scoprire tesori in fondo al mare. Recatosi in Inghilterra, conobbe un ingegnere piemontese con il quale cominciò a collaborare.
In seguito ad un lavoro di ricerca e di ricostruzione che lo portò a spostarsi frequentemente a Londra, Parigi e Vigo, fondò in Inghilterra, con un capitale di 5 milioni, una società anonima, la Sea Salvage Company Limited, che aveva per scopo il salvataggio delle navi e dei sottomarini affondati e il recupero dell'oro dal fondo della Baia di Vigo, riservandosi il ruolo di amministratore. Venne chiamato a tenere conferenze per i vertici della Marina Militare e Mercantile Britannica, del Lloyd e della Borsa.
La nave attrezzata per i salvataggi in mare, la Sea Salvage, si trovava nel marzo del 1912 nel sud della Gran Bretagna, a Portsmouth, per il recupero del sottomarino britannico A3, affondato nel mese di febbraio dello stesso anno durante un'esercitazione al largo delle scogliere di Culver Cliff nell'isola di Wight. L'incidente era stato causato dalla collisione con l'incrociatore Hazard e aveva causato la morte di 14 persone dell'equipaggio. Il recupero presentava delle difficoltà non sormontabili con le attrezzature dell'Ammiragliato inglese, non disponendo di compagnie inglesi libere per potere accettare l'incarico. Affidò quindi i lavori alla compagnia italiana.
L'Ing. Iberti, nonostante il mare mosso e le raffiche di neve, diresse le operazioni di sollevamento con un apparecchio di sua invenzione installato sulla Sea Salvage. La missione non riuscì perché l'Ammiragliato dette ordine di sospendere i lavori dopo 12 giorni, benché egli si rifiutasse di sospenderli. L'operazione di recupero e il dissidio sorto tra l'ingegnere italiano e l'Ammiragliato inglese fu un argomento di cui si occupò la stampa all'epoca:
«Una comica battaglia è sorta tra l'Ammiragliato e il Dott. Iberti a cui erano inizialmente state affidate le operazioni di recupero del sottomarino A, affondato all'inizio di febbraio al largo dell'isola di Wight. Al Dott. Iberti è stato dato l'appalto per sollevare e consegnare l'A3 nella darsena di Portsmouth e il 6 febbraio aveva stipulato un contratto che prevedeva il pagamento di 100 sterline al giorno per sette giorni e null'altro fino alla consegna quando con soddisfazione del Comandante in Capo sarebbero state pagate altre 1000 sterline. Le condizioni atmosferiche sono pessime e non permettono di lavorare in modo efficiente che due giorni su dodici che sono durati i lavori. L'Ammiragliato revoca l'appalto e il Dott. Iberti si rifiuta di interrompere il suo lavoro dicendo che l'Ammiragliato non aveva nessun diritto di interrompere il contratto che non prevedeva nulla sulla sua risoluzione. I lavori, egli sostenne in modo veemente, che ormai erano in fase finale ed era pronto a sollevare il sottomarino. Per sette volte dette ordine di continuare i lavori e per sette volte i suoi subacquei erano pronti ad immergersi, ma venne sempre fermato fino a che, stanco di quel gtioco, si ritirò. L'opinione della Marina viene pienamente giustificata solo che non viene detto che quando era stato stipulato il contratto era già partita un'altra nave grande da Chatam.»
Nel 1904 si recò a Madrid ed ottenne una concessione di tre anni dal Governo spagnolo per i lavori di recupero nei fondali della Baia di Vigo, con una royalty del solo 20 per cento del valore recuperato e la Spagna si fece in quattro per sostenere il suo schema commerciale.
«A Madrid mi attendevano preziosi amici ad ogni passo: Ministri, Sottosegretari di Stato, Membri del Parlamento, Generali e Ammiragli avevano preso il più profondo interesse per l'impresa, e facevano a gara a offrirmi il loro potente aiuto... In tre mesi i miei negoziato con il Governo di Sua Maestà Alfonso III mi hanno portato un Regio Decreto che, santicto dal Consiglio dei Ministri, porta la firma di sua Eccellenza Generale Don Josè Ferrandiz, l'attuale Ministro della Marina, torno in Italia pieno di sogni.»
La concessione venne poi prorogata di altri otto anni fino al 1915. Iniziò così con gli strumenti tecnici, i capitali e le capacità imprenditoriali dell'Ing. Carlo Iberti l'avventura dei due ingegneri piemontesi. Iberti sostenne che i tentativi precedenti erano falliti per l'approssimazione degli studi e la mancanza di conoscenza della baia che avevano determinato errori di localizzazione, impegnando tempo e risorse per cercare i galeoni dove non c'erano mai stati.

### L'impresa e la stampa estera
- Colonist, Volume LI, Issue 12576, 28 June 1909, Page 4, su paperspast.natlib.govt.nz.
- Evening Post, Volume LXXVII, 9 June 1909, Page 11, su paperspast.natlib.govt.nz.
- Wanganui Chronicle, Volume XLVII, Issue 12315, 25 October 1904, Page 4, su paperspast.natlib.govt.nz.
- Ohinemuri Gazette, Issue 1193, 2 November 1904, Page 2, su paperspast.natlib.govt.nz.
- Press, Volume LX, Issue 11484, 17 January 1903, Page 7, su paperspast.natlib.govt.nz.
- Otautau Standard and Wallace County Chronicle, Volume V, Issue 218, 6 July 1909, Page 2, su paperspast.natlib.govt.nz.
- Star, Issue 9575, 22 June 1909, Page 2, su paperspast.natlib.govt.nz.
- Colonist, Volume LI, Issue 12576, 28 June 1909, Page 4.

### La fine dell'avventura
L'impresa si interruppe probabilmente per mancanza di capitali, poiché nel 1923 l'Ing. Carlo Iberti subì l'esproprio da parte del regime fascista di tutti i suoi beni mobili ed immobili, avendo perso un ricorso per un'ipoteca cautelativa contro lo Stato Italiano, ricorsi degli Avv. Puntieri e Nicolai. Da quel momento, come egli stesso scrisse in alcune sue lettere autografe, visse dell'aiuto di alcuni amici, d'insegnamento, dei suoi libri e di consulenze sulla materia in cui era considerato un'autorità, il recupero di navi in fondo al mare.
L'impresa tentata dai due ingegneri piemontesi per la prima volta univa uno studio approfondito del luogo da esplorare e i mezzi tecnici adeguati. Il tesoro della Baia di Vigo resterà una vicenda avvolta nel mistero di cui ancora oggi si favoleggia, uno dei tanti segreti custoditi in fondo al mare.

## Opere
- Commento al Carme Dei sepolcri di Ugo Foscolo (Stamperia Reale della ditta G.B. Paravia)[16][17][18] pubblicato nel 1900, per l'originalità dei quali fu considerato un innovatore e ricevette giudizi lusinghieri da letterati, poeti e personaggi illustri del tempo, quali Antonio Fogazzaro, Giosuè Carducci, Paolo Mantegazza, Arturo Graf, Luigi Magni, Giovanni Bovio[19], che anche la stampa cattolica, il Verona Fedele con un articolo del 28 novembre 1900 e L'Osservatore Cattolico il 28 e il 29 gennaio 1900, mise in luce.

(Nota sui Commenti, 16 gennaio 1901, Nuova Antologia)
- Tre miliardi nella baia di Vigo, pubblicato nel 1942 con la Hoepli di Milano, dopo un lavoro di ricostruzione, compiuto con lunghi e meticolosi studi che lo portarono a Londra, Parigi, Madrid e Vigo per documentarsi in modo appropriato presso biblioteche e archivi, nei quali si procurò copie di documenti e mappe circostanziate.